# Bernard Agele
Timateo Benard Agele Michael (Arua, 26 dicembre 1992) è un ex calciatore sudsudanese, di ruolo difensore.

## Statistiche

### Cronologia presenze e reti in nazionale
| Cronologia completa delle presenze e delle reti in nazionale ― Sudan del Sud | Cronologia completa delle presenze e delle reti in nazionale ― Sudan del Sud | Cronologia completa delle presenze e delle reti in nazionale ― Sudan del Sud | Cronologia completa delle presenze e delle reti in nazionale ― Sudan del Sud | Cronologia completa delle presenze e delle reti in nazionale ― Sudan del Sud | Cronologia completa delle presenze e delle reti in nazionale ― Sudan del Sud | Cronologia completa delle presenze e delle reti in nazionale ― Sudan del Sud | Cronologia completa delle presenze e delle reti in nazionale ― Sudan del Sud |
| Data                                                                         | Città                                                                        | In casa                                                                      | Risultato                                                                    | Ospiti                                                                       | Competizione                                                                 | Reti                                                                         | Note                                                                         |
| ---------------------------------------------------------------------------- | ---------------------------------------------------------------------------- | ---------------------------------------------------------------------------- | ---------------------------------------------------------------------------- | ---------------------------------------------------------------------------- | ---------------------------------------------------------------------------- | ---------------------------------------------------------------------------- | ---------------------------------------------------------------------------- |
| 23-11-2015                                                                   | Bahar Dar                                                                    | Sudan del Sud                                                                | 2 – 0                                                                        | Gibuti                                                                       | Coppa CECAFA 2015 - 1º turno                                                 | -                                                                            | ?’                                                                           |
| 4-6-2016                                                                     | Giuba                                                                        | Sudan del Sud                                                                | 0 – 3                                                                        | Mali                                                                         | Qual. Coppa d'Africa 2017                                                    | -                                                                            |                                                                              |
| 13-11-2019                                                                   | Blantyre                                                                     | Malawi                                                                       | 1 – 0                                                                        | Sudan del Sud                                                                | Qual. Coppa d'Africa 2021                                                    | -                                                                            |                                                                              |
| 17-11-2019                                                                   | Khartum                                                                      | Sudan del Sud                                                                | 1 – 2                                                                        | Burkina Faso                                                                 | Qual. Coppa d'Africa 2021                                                    | -                                                                            |                                                                              |
| Totale                                                                       |                                                                              | Presenze                                                                     | 4                                                                            |                                                                              | Reti                                                                         | 0                                                                            |                                                                              |